# Atypische Pneumonie
Die Atypische Pneumonie wird von der „typischen“ Pneumonie, meist einer Lobärpneumonie, unterschieden. Der Begriff selbst  kann sich sowohl auf den Krankheitserreger, aber bei unpräzisem Gebrauch auch auf den Verlauf einer ungeklärten Pneumonie beziehen. Es werden virale, typische und atypische Erreger unterschieden, welche die Pneumonie hervorrufen. 
Bezüglich der Pneumonien werden diese Unterscheidungen im Fall einer ambulant erworbenen Pneumonie (community-acquired pneumonia (CAP)) vorgenommen, der Pneumonie, die nicht erst im Krankenhaus oder sekundär erworben wurde.
Besonders atypische Legionellenpneumonien können einen schweren Verlauf nehmen. 

## Epidemiologie
Mit atypischen Pneumonien ist häufiger im Frühjahr und Sommer und bei männlichen Personen unter 60 Jahren ohne Chronisch-obstruktive Lungenerkrankung (COPD) zu rechnen. Mykoplasmen und Chlamydien sind bei jungen Erwachsenen häufiger. Etwa 15 % aller CAPs sind atypische Pneumonien, sie treten sporadisch auf.
Erreger einer atypischen Pneumonie sind (teils Zoonosen):
- Legionellen, Mycoplasma pneumoniae, Chlamydien, Pneumocystis jirovecii, Coxiella burnetii, Francisella tularensis

Erreger eine „typischen“ Pneumonie sind im Gegensatz dazu:
- Streptococcus pneumoniae, Haemophilus influenzae,  Moraxella catarrhalis

## Diagnose
Die Diagnose ist dadurch erschwert, dass die Befunde und der Verlauf vielgestaltig sein können. Das Röntgenbild der klassischen Lobärpneumonie zeigt ein Infiltrat, welches in etwa auf einen Lungenlappen begrenzt ist, das Röntgenbild einer atypischen Pneumonie kann beidseitige, sich schnell verändernde Infiltrate aufweisen. Atypische Pneumonien neigen dazu, auch mit Komplikationen an anderen Organsystemen einherzugehen, beispielsweise mit Herzproblemen oder Störungen der Darmfunktion. (Verwirrtheitszustände können bei allen Pneumonieformen, auch Lobärpneumonien, auftreten.) Beim Nachweis atypischer Erreger kann eine Pneumonie als atypische Pneumonie gesichert werden.

## Therapie
Einige Antibiotika wirken bei einer atypischen Pneumonie nicht richtig. Wirksam können sein:
- Makrolide, Tetracycline, Ketolide, Chinolon-Antibiotika